# قلب‌های ناراست
قلب‌های ناراست یا قلب‌های نادرست (به انگلیسی: Crooked Hearts) فیلمی محصول سال ۱۹۹۱ و به کارگردانی مایکل بورتمن است. در این فیلم بازیگرانی همچون وینسنت دن آفریو، جنیفر جیسن لی، پیتر برگ، سیندی پیکت، جولیت لوئیس، نوآ وایل، پیتر کایوتی، مارگ هلگنبرگر، جاشوا جکسون و ایان تریسی ایفای نقش کرده‌اند.